# Colidotea rostrata
Colidotea rostrata är en kräftdjursart som först beskrevs av Benedict 1898.  Colidotea rostrata ingår i släktet Colidotea och familjen tånglöss. Inga underarter finns listade i Catalogue of Life.